# Müncheberg
Müncheberg ist eine östlich von Berlin im Landkreis Märkisch-Oderland (Brandenburg) gelegene amtsfreie Kleinstadt. Die im 13. Jahrhundert gegründete Stadt ist vor allem wegen ihrer Forschungseinrichtungen auf dem Gebiet der Landwirtschaft (in der DDR die AdL, heute das ZALF) bekannt.

## Geographie
Müncheberg liegt auf halbem Weg zwischen Berlin und der deutsch-polnischen Grenze an der Oder am Rande der Märkischen Schweiz. Die Nähe zur Märkischen Schweiz und den Orten Waldsieversdorf und Buckow macht die Stadt zugleich mit mehreren Badeseen (unter anderem in den Ortsteilen Obersdorf und Münchehofe) zu einem beliebten Ausflugsziel für Urlauber und Tagesausflügler. Nordwestlich von Münchehofe und Hermersdorf schließt das Naturschutzgebiet Stobbertal das Stadtgebiet ab.

## Stadtgliederung
Die Stadt Müncheberg gliedert sich laut Hauptsatzung in die folgenden Ortsteile:
- Eggersdorf (nicht zu verwechseln mit dem weiter im Westen liegenden Ortsteil Eggersdorf von Petershagen/Eggersdorf, ebenfalls im Landkreis Märkisch-Oderland) mit dem bewohnten Gemeindeteil Eggersdorf–Siedlung
- Hermersdorf
- Hoppegarten (nicht zu verwechseln mit der Gemeinde Hoppegarten, ebenfalls im Landkreis Märkisch-Oderland)
- Jahnsfelde
- Müncheberg mit den bewohnten Gemeindeteilen Bienenwerder, Dahmsdorf, Heidekrug, Marienfeld, Philippinenhof und Schlagenthin
- Münchehofe (nicht zu verwechseln mit dem Ortsteil Münchehofe der Gemeinde Hoppegarten, ebenfalls im Landkreis Märkisch-Oderland)
- Obersdorf
- Trebnitz

sowie die folgenden Wohnplätze: Alte Mühle, Augustenaue, Berghof, Brigittenhof, Eichendorfer Mühle, Elisenhof, Friedrichshof, Landhof, Maxseesiedlung, Müncheberger Loose, Müncheberger Siedlung, Neubodengrün und Waldschänke.

## Geschichte

### Bis zum 19. Jahrhundert

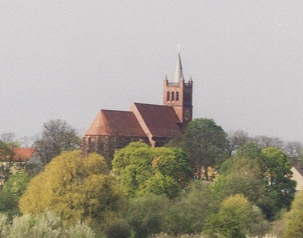
Stadtpfarrkirche St. Marien in Müncheberg

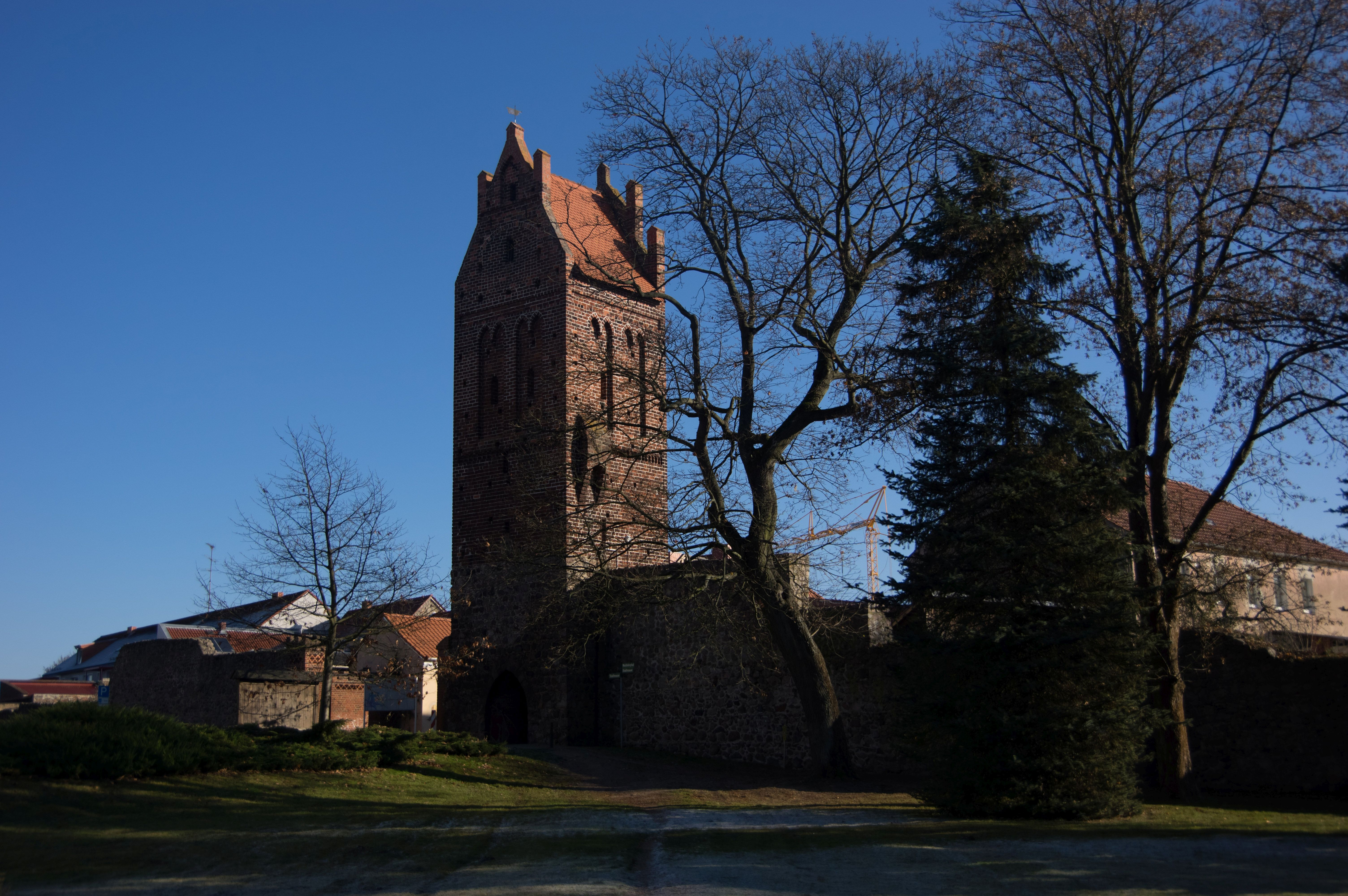
Berliner Tor in der Stadtumwallung

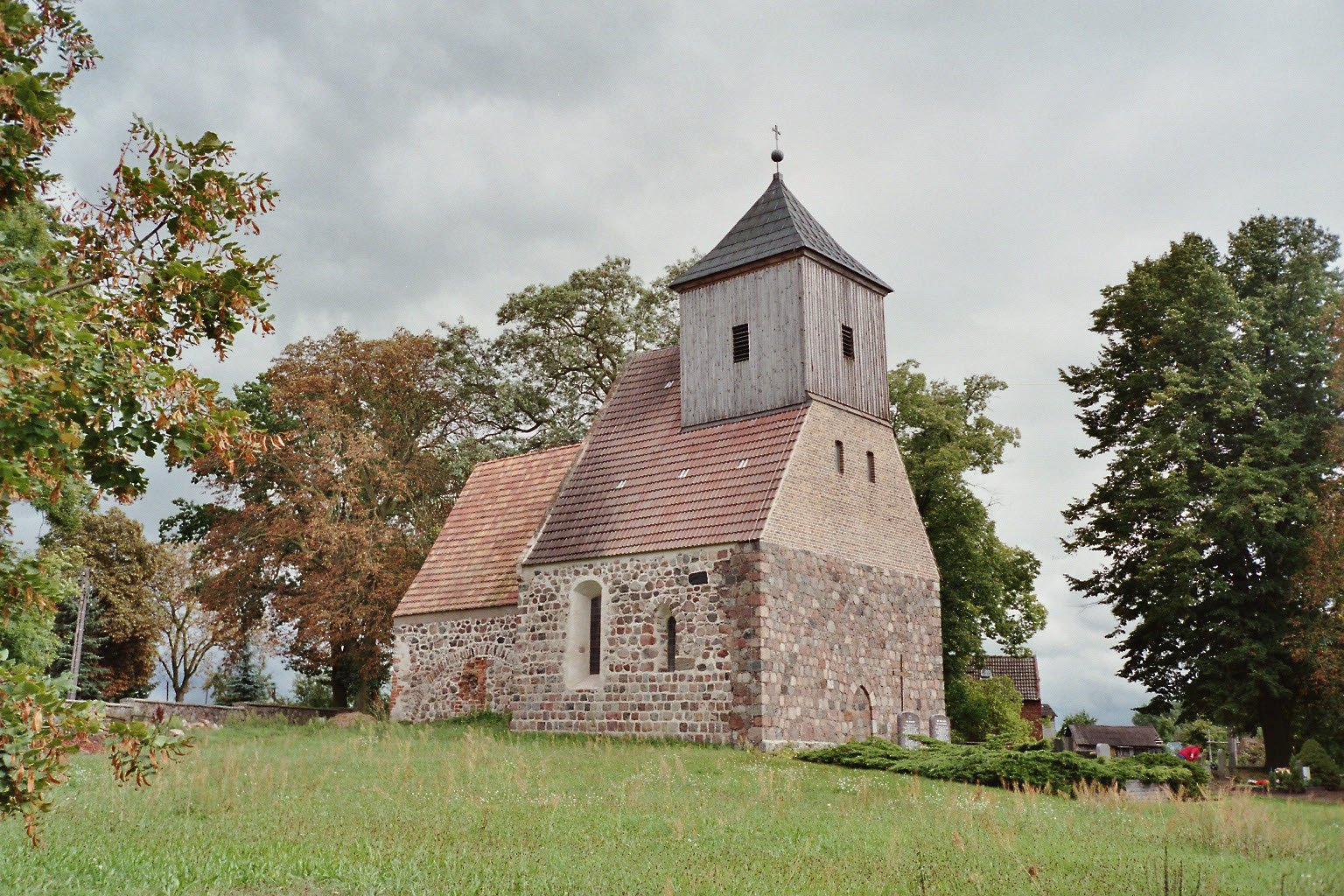
Kirche im Ortsteil Münchehofe

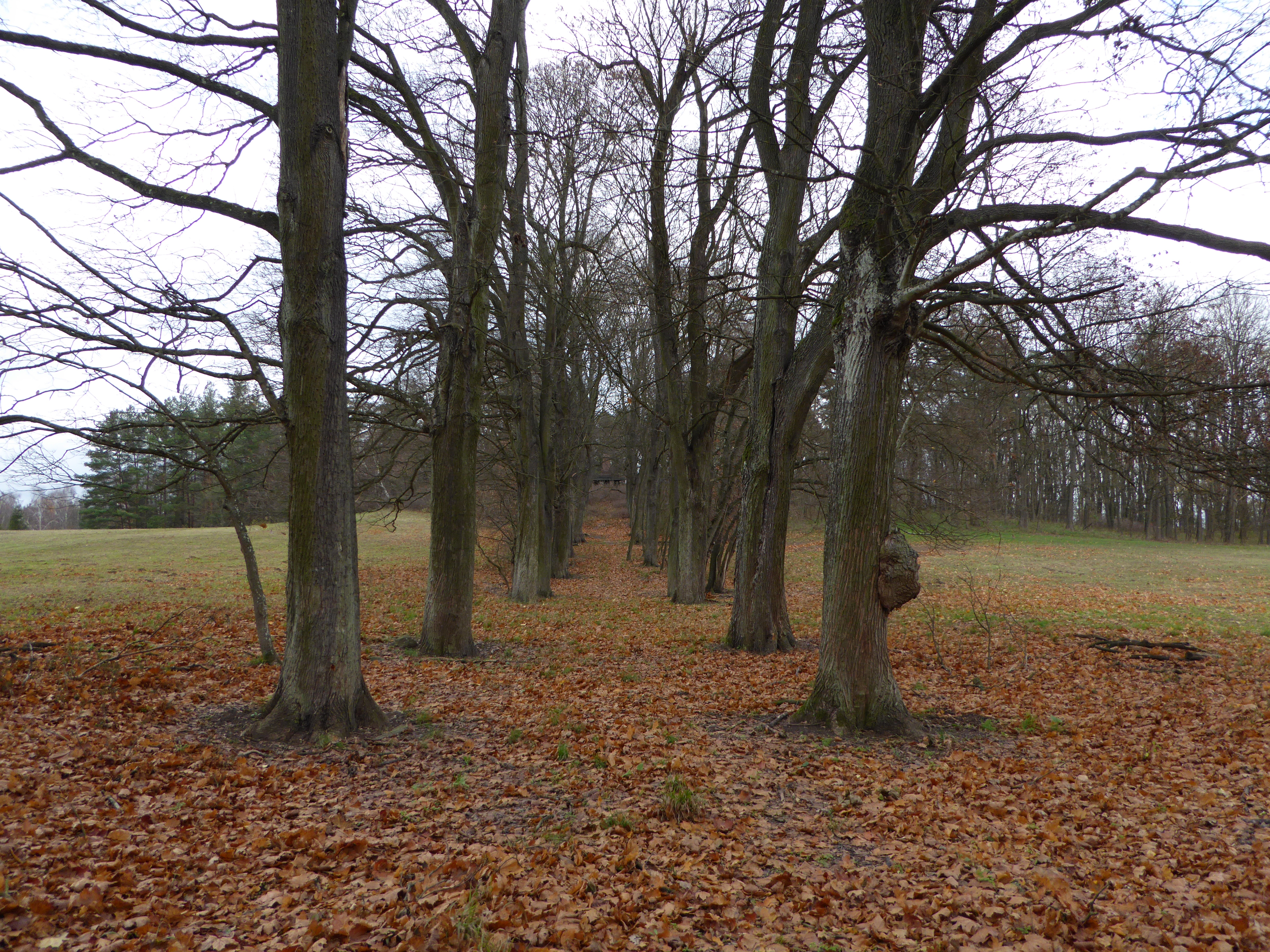
Ruine des Denkmals für das 3. preußische Armeekorps

Im Spätsommer 1225 erhielten die Zisterziensermönche des bei Breslau gelegenen Klosters Leubus und die Zisterzienserinnen des Klosters Trebnitz vom schlesischen Piastenfürsten Heinrich dem Bärtigen je 200 Hufen Land zur Gründung eines Marktfleckens geschenkt. Nachdem die Nonnen auf ihre Ansprüche verzichtet hatten, legten die Mönche aus Leubus auf einer von Sümpfen und Seen umgebenen Hochfläche die Siedlung an, der sie in Anlehnung an ihre Herkunft zunächst den Namen Lubes gaben. Der Ort wurde am 29. Juni 1232 in einer Urkunde Heinrichs des Bärtigen, die den Bewohnern weitere Ländereien und Privilegien zusprach, erstmals erwähnt. In der Schenkungsbestätigung von Papst Gregorius vom 11. Februar 1233 erhielt der Ort seinen heutigen Namen Müncheberg (damalige Schreibweise: Municheberg). 1245 erhielt der Ort durch Herzog Boleslav das Marktrecht. Beginnend mit dem Jahr 1319 wurde eine rund sieben Meter hohe Stadtmauer mit zwei Stadttoren, dem Küstriner Tor (Storchenturm genannt) und dem Berliner Tor (Pulverturm), zum Schutz der Stadt errichtet. Im Verlauf des 14. und 15. Jahrhunderts konnte die junge Stadt ihre Stellung als wichtiger Marktflecken ausbauen und ihr Territorium vergrößern. 1318 erwarb die Stadt den Wald Cöpernitz, 1352 kam das Dorf Hoppegarten zu Müncheberg, 1410 das Dorf Maxsee und 1493 das Dorf Schlagenthin. 1355 wurden die Stadtpfarrkirche und die Hospitäler erstmals erwähnt. Durch die Verlegung der Landstraßen über Quilitz und Seelow sowie Liebenberg nach Müncheberg in den Jahren 1348 und 1362 kamen zwei Zollstellen nach Müncheberg.
Seit dem Mittelalter gab es auch jüdische Einwohner in Müncheberg. Sie werden ab 1353 erwähnt, als ihre Steuereinnahmen an den Stadtrat fielen. 1356 wurde der Jude David durch Markgraf Ludwig den Römer mit dem Privileg ausgestattet, dass er und sein Hausstand sich nicht vor dem städtischen Schulzengericht verantworten müssten. Vielmehr sei der markgräfliche Kammermeister für David und seine Familie zuständig. Danach werden die Juden für mittelalterliche Zeiten nicht mehr erwähnt.
Im April des Jahres 1432 wurde Trebnitz von Hussiten vollständig zerstört, Müncheberg fiel am 17. April 1432 zu großen Teilen in Schutt und Asche, nachdem die Hussiten das Küstriner Tor zerstört und die Kirche geplündert hatten. Von 1472 bis 1639 war Müncheberg im Besitz des in Jahnsfelde ansässigen Adelsgeschlechts von Pfuel. Im 17. Jahrhundert hinterließen der Dreißigjährige Krieg und die Pest ihre Spuren. Zudem brannte die Stadt einige Male. Der schlimmste Stadtbrand im Jahre 1641 ließ nur die Kirche und wenige umliegende Häuser übrig. Die Zahl der Einwohner sank dadurch von etwa 1300 im Jahr 1624 auf unter 400 im Jahr 1655. Im späten 17. Jahrhundert besserten sich die Verhältnisse in der Stadt jedoch wieder rasch. 1689 wurde eine erste Poststation eingerichtet, die bald eine wichtige Station auf der regelmäßigen Poststrecke von Berlin nach Frankfurt (Oder) wurde. 1692 wurde das wiederaufgebaute Rathaus vollendet.
Ab 1699 wurden französische Familien in Müncheberg angesiedelt, die ihre Heimat aus Glaubensgründen verlassen hatten. Die französische Kolonie wuchs auf 40 Familien an, ab 1701 waren französische Abgeordnete im Magistrat der Stadt, 1710 wurde an der Stelle des alten Heilig-Geist-Spitals die französische Kirche errichtet. Die französische Kolonie bestand bis zu den Napoleonischen Kriegen des frühen 19. Jahrhunderts. Noch heute zeugt die Französische Straße in der Altstadt von dieser Zeit.
Durch den Ausbau der Kunststraßen im ersten Drittel des 19. Jahrhunderts (Reichsstraße 1) wurde die Stadt zu einem Zentrum des Warenverkehrs in Richtung Osten. 1818 zählte die Poststation in Müncheberg zu den größten Poststationen in Preußen.
Der heutige Ortsteil Dahmsdorf entstand aus der „Villa Thomae“, nachdem Erzbischof Rudolf von Magdeburg dieses 1253 mit 50 Hufen den Zisterziensern des schlesischen Klosters Leubus (heute Lubiąż) überlassen hatte. Der Ort hat in der Folgezeit bis zum 15. Jh., mehrmals Veränderungen seines Namens erfahren (Domestorp, Domasdorf, Tomasdorff, Tomestorf, Damesdorp, Damestorff und Domestorff). Die Zisterzienser veräußerten Anfang des 15. Jh. das Dorf zugleich mit Buckow. Danach hatte es immer dieselben Besitzer wie dieses. 1560 wurde Wolf von Kloster von Kurfürst Joachim II mit dem Dorf belehnt. Im 17. Jh. gehörte das Dorf der Adelsfamilien von Pfuel, ab etwa 1685 den Grafen von Flemming.
Am 20. September 1863 wurde bei Dahmsdorf zum Abschluss eines Manövers im Kreise Lebus in Anwesenheit des Königs Wilhelm I. ein Feldgottesdienst des 3. preußischen Armeekorps abgehalten. Der kommandierende General des Korps, Prinz Friedrich Karl, ließ 10 Jahre später an dieser Stelle ein imposantes Ehrenmal für seine Truppen errichten.  Das Denkmal ist heute eine Ruine.
1879 wurde das Amtsgericht Müncheberg eingerichtet.

### 20. und 21. Jahrhundert
Den Ersten Weltkrieg bezahlten 129 Müncheberger mit ihrem Leben. Vom Zweiten Weltkrieg zeugen Kriegsgräberstätten auf den Müncheberger Friedhöfen und ein sowjetischer Ehrenfriedhof mit Ehrenmal an der B 168 (Karl-Marx-Straße). Auf der Ende der 1970er Jahre errichteten terrassenförmigen Anlage liegen 239 Sowjetsoldaten begraben. Beim Vormarsch der Roten Armee gegen Berlin wurde ein Großteil der historischen Bausubstanz der Stadt zerstört.
In der Zeit des Nationalsozialismus wurde die 1856 erbaute Neue Synagoge in der Hinterstraße 155 von SA-Männern geschändet und zerstört. An die jüdische Gemeinde und ihr Gotteshaus erinnert seit 1995 eine Gedenktafel in der Rathausstraße 2. Im Wald zwischen dem Ortsteil Hermersdorf und Wulkow sowie zwischen Wulkow und Neuhardenberg wurden während des Zweiten Weltkrieges zwei KZ-Außenlager des KZ Theresienstadt errichtet. Seit 1995 erinnern ein Gedenkstein in der Hauptstraße von Hermersdorf sowie eine Gedenktafel am Schullandheim neben der Kirche an die Toten dieser Außenlager.
Nach dem Zweiten Weltkrieg wurde die kriegszerstörte Altstadt größtenteils neu wiederaufgebaut.
Nach der Wiedervereinigung Deutschlands wurden die verbliebenen Baudenkmäler, insbesondere die Stadtkirche St. Marien, restauriert und einer neuen Nutzung zugeführt.
Bei Müncheberg befand sich in den Zeiten des Kalten Krieges der gemeinsame Gefechtsstand des funktechnischen Bataillons 61 und des Jagdgeschwaders 8 der NVA LSK/LV. Von 1978 bis 1981 wurde für rund 28 Millionen Mark der DDR ein zweietagiges monolithisches Schutzbauwerk höherer Schutzklasse errichtet, was eine Besonderheit dieses Gefechtsstandes war. Der Bunker wurde 2004 aus der militärischen Nutzung genommen.
Müncheberg gehörte seit 1817 zum Landkreis Lebus in der Provinz Brandenburg und ab 1952 zum Kreis Strausberg (bis 1990 im DDR-Bezirk Frankfurt (Oder), 1990–1993 im Land Brandenburg). Seit der Kreisreform 1993 liegt die Stadt im Landkreis Märkisch-Oderland.

### Forschungsstadt Müncheberg
Am 29. September 1928 gründete der Arzt und Genetiker Erwin Baur das Kaiser-Wilhelm-Institut für Züchtungsforschung, den Vorgänger des heutigen Max-Planck-Instituts für Züchtungsforschung in Köln. Zwischen 1928 und 1933 entwickelte der Pflanzengenetiker Max Ufer (1900–1983) am Institut bitterstofffreie Steinkleepflanzen. Der Forscher wurde im Oktober 1933 von Erwin Baur entlassen, weil er sich nicht von seiner jüdischen Ehefrau scheiden lassen wollte. Seit dieser Zeit ist Müncheberg immer Forschungsstandort geblieben. Nach dem Zweiten Weltkrieg gab es hier das Institut für Acker- und Pflanzenbau, ab 1970 das Forschungszentrum für Bodenfruchtbarkeit der Akademie der Landwirtschaftswissenschaften der DDR.
Am 2. Januar 1992 wurde auf Empfehlung des Wissenschaftsrats das Zentrum für Agrarlandschafts- und Landnutzungsforschung (ZALF) e. V. gegründet, das heutige Leibniz-Zentrum für Agrarlandschaftsforschung (ZALF) e. V. Diese gemeinsam vom Bund und dem Land Brandenburg finanzierte Einrichtung ist der größte Arbeitgeber der Stadt. Im ZALF ist auch das Senckenberg Deutsche Entomologische Institut untergebracht, welches eine der größten und bedeutendsten Insektensammlungen (ca. 3.000.000 Exemplare) Deutschlands besitzt.

### Amt Müncheberg
Der Minister des Innern des Landes Brandenburg erteilte am 13. Juli 1992 seine Zustimmung zur Bildung des Amtes Müncheberg. Als Zeitpunkt des Zustandekommens des Amtes wurde der 16. Juli 1992 festgelegt. Das Amt hatte seinen Sitz in der Stadt Müncheberg und bestand aus sechs Gemeinden in den damaligen Kreisen Seelow und Strausberg:
1. Trebnitz
2. Jahnsfelde
3. Hermersdorf/Obersdorf
4. Eggersdorf b. Müncheberg
5. Hoppegarten b. Müncheberg
6. Stadt Müncheberg

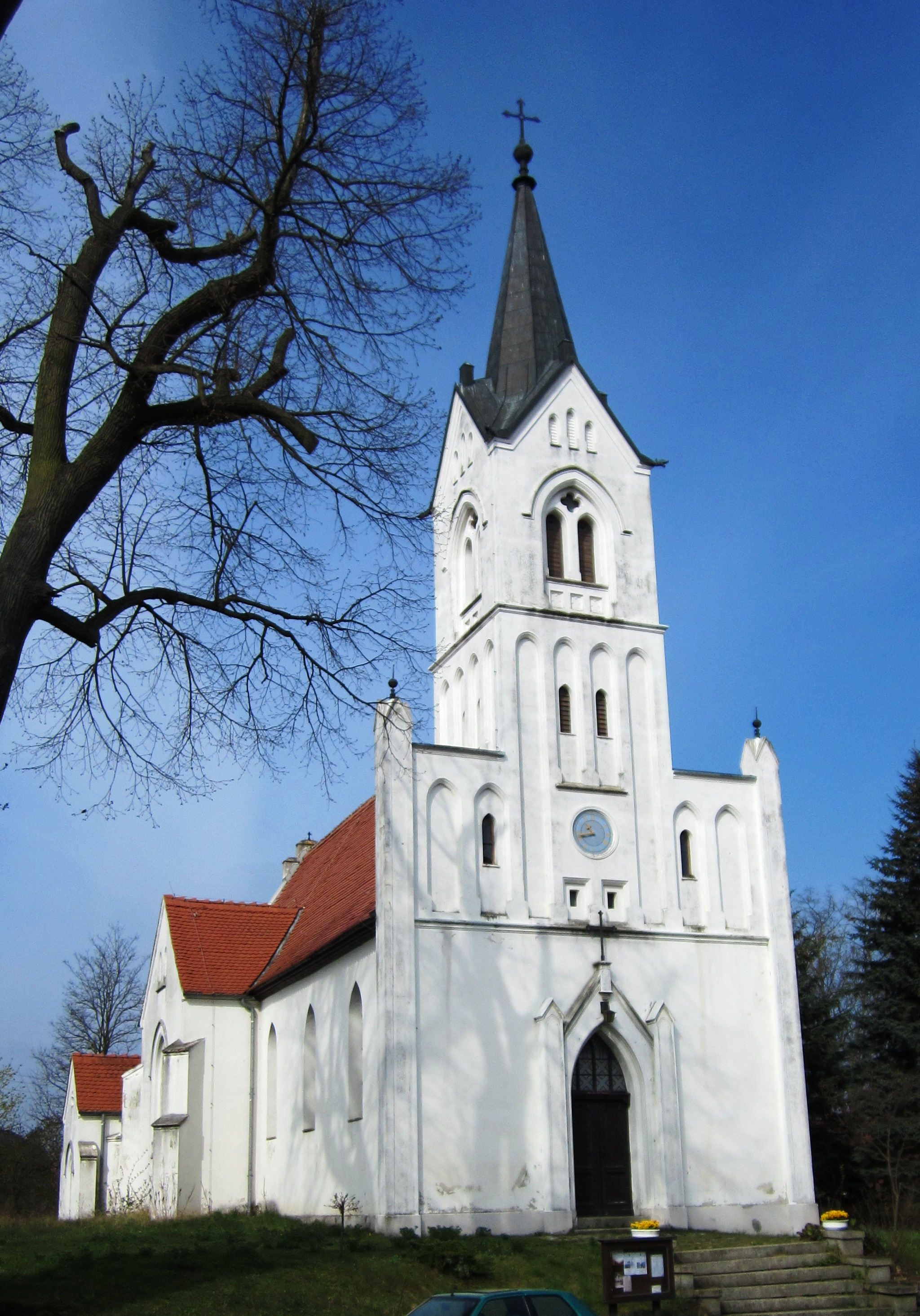
Kirche im Ortsteil Trebnitz

Das Amt Müncheberg wurde am 31. März 2002 aufgelöst und die Stadt Müncheberg amtsfrei. Seitdem hat Müncheberg acht Ortsteile. Amtsdirektor war Klaus Zehm, der später Bürgermeister der Stadt Müncheberg wurde.

### Eingemeindungen
- 1. Juli 1950: Eingliederung von Dahmsdorf in Müncheberg[12]
- 1. Januar 1957: Eingliederung von Münchehofe in Obersdorf[12]
- 22. März 1970: Zusammenschluss von Hermersdorf und Obersdorf zu Hermersdorf/Obersdorf[12]
- 31. März 2002: Zusammenschluss von Eggersdorf, Hermersdorf/Obersdorf, Hoppegarten, Jahnsfelde, Müncheberg und Trebnitz zur Stadt Müncheberg[13]

## Bevölkerungsentwicklung
| Jahr | Einwohner |
| ---- | --------- |
| 1875 | 3 823     |
| 1890 | 3 856     |
| 1910 | 3 740     |
| 1925 | 4 284     |
| 1933 | 4 819     |
| 1939 | 4 946     |

| Jahr | Einwohner |
| ---- | --------- |
| 1946 | 4 084     |
| 1950 | 5 243     |
| 1964 | 5 284     |
| 1971 | 5 294     |
| 1981 | 5 213     |
| 1985 | 5 062     |

| Jahr | Einwohner |
| ---- | --------- |
| 1990 | 4 969     |
| 1995 | 5 992     |
| 2000 | 5 823     |
| 2005 | 7 471     |
| 2010 | 7 150     |
| 2015 | 6 783     |

| Jahr | Einwohner |
| ---- | --------- |
| 2020 | 7 003     |
| 2021 | 7 042     |
| 2022 | 6 883     |
| 2023 | 6 919     |
| 2024 | 6.831     |

Gebietsstand des jeweiligen Jahres, Einwohnerzahl: Stand 31. Dezember (ab 1991), ab 2011 auf Basis des Zensus 2011, ab 2022 auf Basis des Zensus 2022

Der Anstieg von 2000 auf 2005 geht auf die Gebietsreform 2002 zurück.

## Politik

### Stadtverordnetenversammlung
Die Stadtverordnetenversammlung von Müncheberg besteht aus 18 Stadtverordneten und der hauptamtlichen Bürgermeisterin. Die Kommunalwahl am 9. Juni 2024 führte zu folgendem Ergebnis:
| Partei / Wählergruppe                                    | Stimmenanteil 2019 | Sitze 2019 |  | Stimmenanteil 2024 | Sitze 2024 |
| -------------------------------------------------------- | ------------------ | ---------- |  | ------------------ | ---------- |
| AfD                                                      | 20,5 %             | 4          |  | 29,2 %             | 5          |
| Bürgerverein Müncheberg (BvM)                            | –                  | –          |  | 18,4 %             | 2          |
| SPD                                                      | 13,4 %             | 2          |  | 16,8 %             | 3          |
| Die Linke                                                | 17,2 %             | 3          |  | 13,6 %             | 3          |
| Ortsteile für Müncheberg (OfM)                           | –                  | –          |  | 09,4 %             | 2          |
| Listenvereinigung Aktion Zukunft / Bündnis 90/Die Grünen | 11,0 %             | 2          |  | 06,8 %             | 1          |
| Die PARTEI                                               | –                  | –          |  | 03,4 %             | 1          |
| CDU                                                      | 16,9 %             | 3          |  | –                  | –          |
| Wählergruppe Obersdorf                                   | 10,3 %             | 2          |  | –                  | –          |
| Unabhängige Freie Wähler Müncheberg                      | 05,1 %             | 1          |  | –                  | –          |
| Freie Wähler Eggersdorf                                  | 03,6 %             | 1          |  | –                  | –          |
| FDP                                                      | 01,6 %             | –          |  | –                  | –          |
| Einzelbewerberin Barbara Berger                          | 00,3 %             | –          |  | –                  | –          |
| Insgesamt                                                | 100 %              | 18         |  | 100 %              | 17         |

Auf den Bürgerverein Müncheberg entfielen drei Sitze, von denen einer unbesetzt bleibt, weil er nur zwei Kandidaten nominiert hatte.

### Bürgermeister
- 2003 – 2008: Klaus Zehm (SPD)
- 2008 – 2024 Uta Barkusky (Die Linke)
- seit 2025: Fritz-Georg Streichert (Bürgerverein Müncheberg)

Die Stadtverordnetenversammlung von Müncheberg wählte den vormaligen Amtsdirektor Klaus Zehm am 10. April 2003 zum hauptamtlichen Bürgermeister. Er wurde durch Uta Barkusky abgelöst, die die Bürgermeisterstichwahl am 12. Oktober 2008 mit 68,4 % der gültigen Stimmen gewann. Sie wurde am 25. September 2016 mit 60,0 % der gültigen Stimmen in ihrem Amt bestätigt. Zur Wahl 2024 trat sie nicht erneut an.
Bei der Bürgermeisterwahl am 22. September 2024 erreichte Fritz-Georg Streichert bei einem Gegenkandidaten mit 59,8 % die Mehrheit der Stimmen. Er trat sein Amt am 4. Januar 2025 an. Seine Amtszeit beträgt acht Jahre.

### Wappen
| Wappen von Müncheberg | Blasonierung: „Geviert von Rot und Gold; Feld 1: ein silbernes sechsspeichiges Wagenrad, Feld 2: ein grüner Tannenbaum, Feld 3: auf grünem Dreiberg ein wachsender Mönch mit silberner Kutte und schwarzem Skapulier, der in der Rechten einen silbernen Schild mit rotem goldbewehrten Adler und in der Linken einen silbernen besternten Stab hält (Stadtwappen vor 2002), Feld 4: silbern gefugtes Mauerwerk.“ |
| Wappen von Müncheberg | Wappenbegründung: Die neugegründete Stadt übernahm das Wappen des aufgelösten Amtes Müncheberg. Das Wappen wurde am 6. März 2004 durch das Ministerium des Innern genehmigt. |

Historisches Stadtwappen
| Wappen von Müncheberg bis 2002 | Blasonierung: „In Gold hinter einem grünen Dreiberg wachsend ein Mönch in silberner Kutte mit schwarzem Skapulier, in der ausgestreckten rechten Hand einen silbernen Schild mit goldbewehrtem roten Adler, in der linken Hand einen silbernen besternten Stab haltend.“    |
| Wappen von Müncheberg bis 2002 | Wappenbegründung: Das Wappen von Müncheberg geht auf ein Stadtsiegel von 1307 zurück. Es ist ein redendes Wappen, das auf den Namen der von Zisterziensermönchen gegründeten Stadt anspielt. Der Adlerschild weist auf die einstige Zugehörigkeit zur Mark Brandenburg hin. |

### Flagge
„Die Flagge ist Gelb - Rot (1:1) geviert und mittig mit dem Stadtwappen belegt.“

### Dienstsiegel
Das Dienstsiegel zeigt das Wappen der Stadt mit der Umschrift STADT MÜNCHEBERG • LANDKREIS MÄRKISCH-ODERLAND.

### Partnergemeinden
- Hohenwestedt in Schleswig-Holstein
- Witnica in Polen

## Sehenswürdigkeiten und Kultur
In der Liste der Baudenkmale in Müncheberg stehen die in der Denkmalliste des Landes Brandenburg eingetragenen Baudenkmale.

### Bauwerke

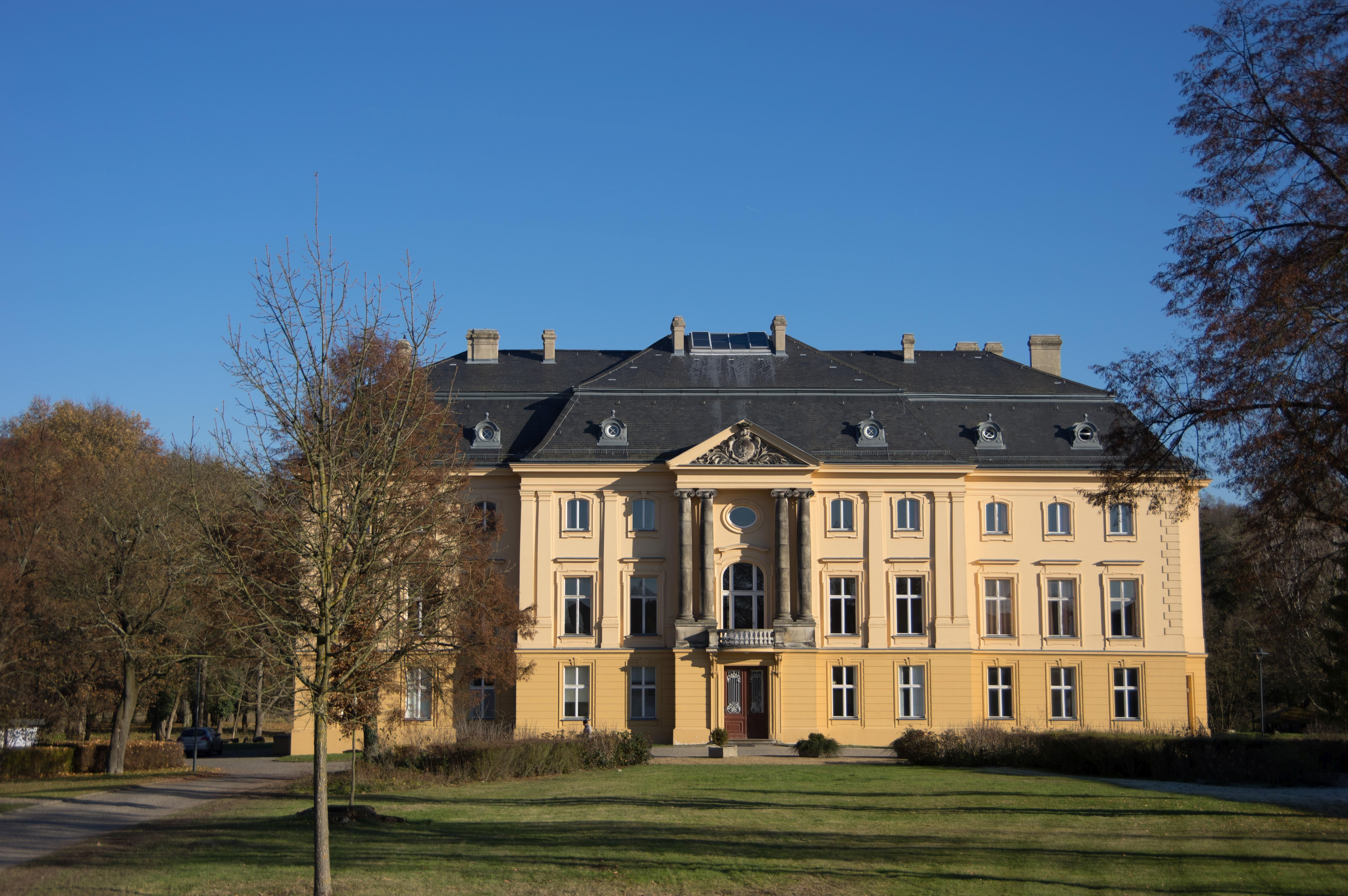
Schloss Trebnitz

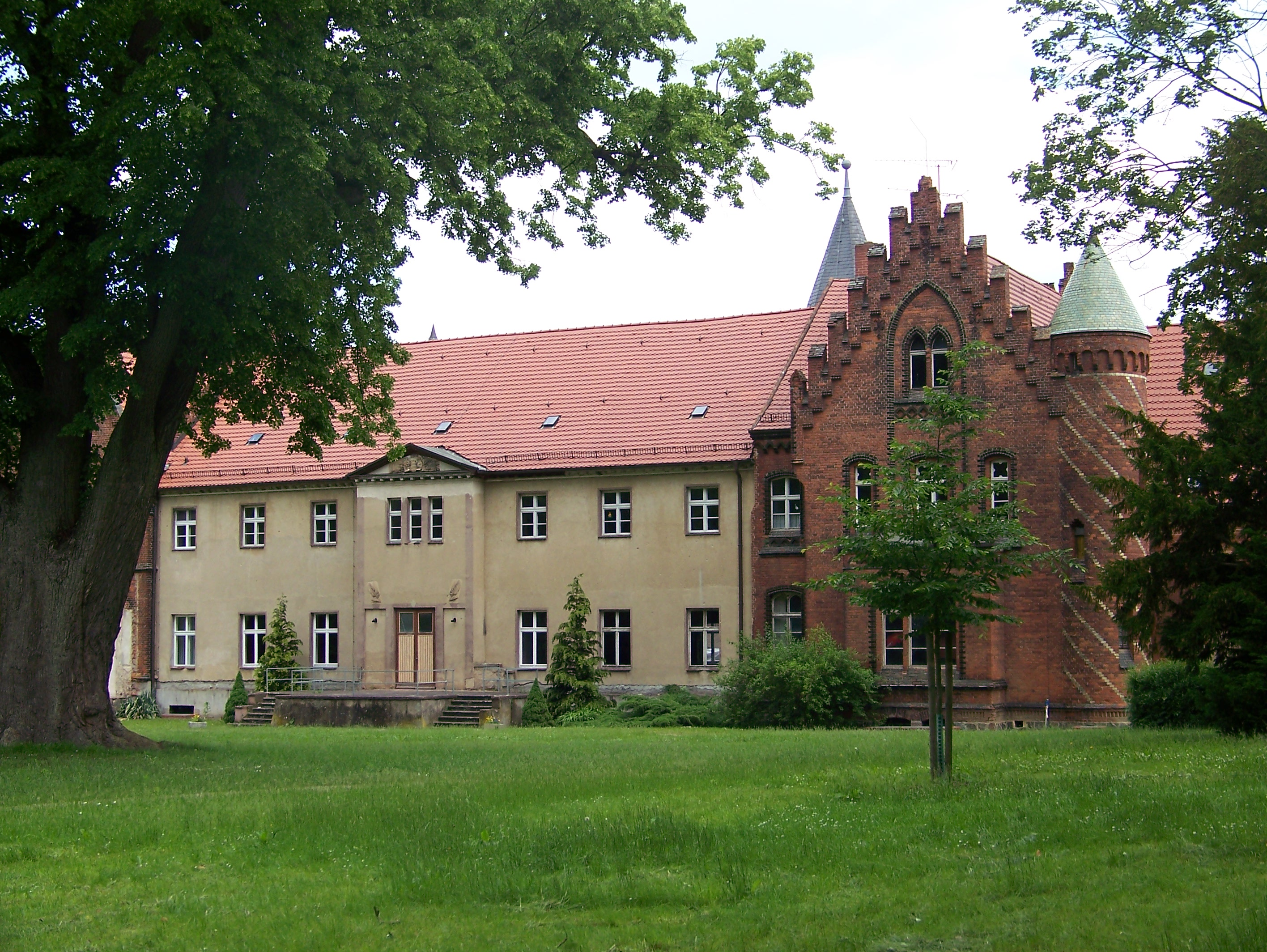
Schloss Jahnsfelde

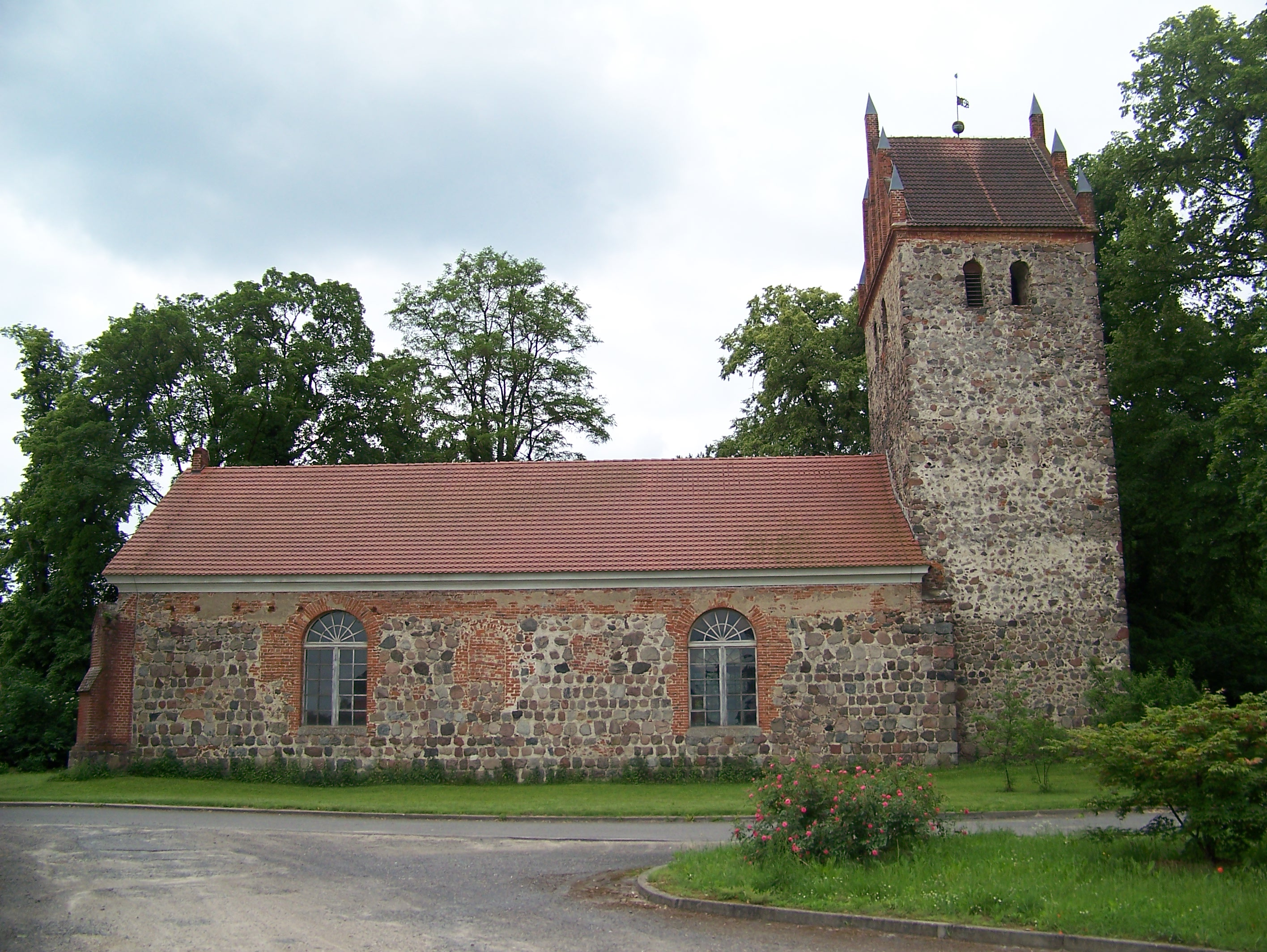
Schlosskirche Jahnsfelde

- Berliner Torturm („Pulverturm“): Der ältere der beiden Verteidigungstürme wird wegen seiner früheren Nutzung als Pulverlager und Gefängnis umgangssprachlich auch als „Pulverturm“ bezeichnet. Er hat einen viereckigen Grundriss und einen erst im 20. Jahrhundert entstandenen Durchgang für Fußgänger. Seit geraumer Zeit werden große Flächen der Fassade von OSB-Platten bedeckt.
- Küstriner Torturm („Storchenturm“): Der Küstriner Torturm hat einen runden Grundriss und besteht im Untergeschoss aus Feldsteinen und oben aus Backsteinen. Die Spitze hat eine Kegelform, und auf dieser befindet sich ein Storchennest, weshalb der Turm auch „Storchenturm“ genannt wird. Am Turm hängt eine massive Keule aus Eichenholz und darunter der Spruch: Wer seinen Kindern gibt das Brod und leidet selber Noth denn soll man schlagen mit dieser Keule todt.
- Stadtpfarrkirche Sankt Marien: Gotischer Backsteinbau aus dem Mittelalter mit Turm nach Plänen von Karl Friedrich Schinkel. Die im Zweiten Weltkrieg zerstörte Kirche wurde den 1990er Jahren wiederaufgebaut und dient seither sowohl kirchlichen wie kulturellen Zwecken. Des Weiteren befindet sich in der Kirche die Stadtbibliothek.
- Stadtmauer: Es sind noch etwa 1800 Meter der sieben Meter hohen Mauer erhalten. Auf einem Weg an der Außenseite der Mauer kann man die Altstadt vollständig umrunden. Lediglich an einigen Abschnitten weist die Stadtmauer Lücken auf.
- Schloss Jahnsfelde: Stammschloss derer von Pfuel, welche von 1449 bis 1945 in Jahnsfelde ansässig waren. Das Schloss besteht in seinem Kern aus einem zweigeschossigen massiven Putzbau. Der Bau ist teilweise von Räumen mit Kreuzgratgewölben aus dem 17. Jahrhundert (wohl um 1680) unterkellert. Das äußere Erscheinungsbild dieses ältesten überlieferten Gebäudeteils wurde wohl um 1831 klassizistisch überformt und weist an seiner südlichen Schaufassade einen leicht vorspringenden Mittelrisalit auf, dessen bekrönendes Giebelfeld unter anderem das in Sandstein gearbeitete Wappen derer von Pfuel schmückt.
- Schlosskirche Jahnsfelde: Flachgedeckter rechteckiger Feldsteinbau mit leicht eingezogenem Westturm, im Kern mittelalterlich. Vom Ursprungsbau das vermauerte Spitzbogenportal und die kleinen rundbogigen Schallöffnungen des Westturmes erhalten. Umfassende Erneuerung in der 2. Hälfte des 19. Jahrhunderts. Veränderung der Fenster, Einbau eines Westportales und Zufügung der Turmgiebel in neugotischer Form. Im Inneren Wappenepitaph aus Sandstein Christian von Pfuel † 1593, Altar und Kanzel 2. Hälfte des 19. Jahrhunderts.[24]
- Schloss Trebnitz (im gleichnamigen Ortsteil): Ort und Gut Trebnitz wurden 1124 erstmals urkundlich erwähnt, und zwar als vom schlesischen Kloster Trebnitz gegründet, in dessen Besitz es bis 1498 blieb. 1472 kam die Hälfte von Trebnitz in Besitz derer von Pfuel.[25] 1730 wurde der 30 Hektar große Park angelegt und später von Peter Joseph Lenné und Eduard Neide (einem Schüler Lennés) gestaltet. 1827 kam das Gut in den Besitz der Familie von Brünneck. 1900 wurde das Gutshaus zu einem neubarocken Schloss umgebaut. 1945 wurde der Eigentümer Harald von Brünneck enteignet. Nachfolgend diente das Schloss u. a. als Lazarett und Schule und wurde 1992 saniert und in ein Bildungs- und Begegnungszentrum umgebaut. Auf dem Gelände des Schlosses wurde im September 2017 ein Museum eröffnet, das den Nachlass des Bildhauers Gustav Seitz der Öffentlichkeit zugänglich macht. Von der Gustav-Seitz-Stiftung übernahm das Bildhauermuseum im Schloss Trebnitz 150 Skulpturen, mehr als 4000 Zeichnungen und Grafiken, eine umfangreiche Bibliothek und Mobiliar des ehemaligen Hamburger Wohn- und Atelierhauses.[26] In der ehemaligen Sichtachse steht die Dorfkirche, eine neugotische Saalkirche, die in den Jahren 1864 und 1865 errichtet wurde.
- Jüdischer Friedhof: Der Friedhof wurde 1756 außerhalb der Stadtmauern an der Straße nach Eggersdorf angelegt und ist von drei Seiten mit Mauern umgeben.
- Eggersdorfer Kirche, spätmittelalterlicher Bau aus Feld- und Backsteinen. Das Kirchenschiff ist auf seiner Westseite verkürzt. Experten vermuten daher, dass ursprünglich eine größere Anlage geplant war. Im Innern befindet sich unter anderem ein Kanzelaltar, den J. C. Martin im Jahr 1746 schuf.
- Dorfkirche Münchehofe, entstand in der zweiten Hälfte des 13. Jahrhunderts. Das ursprünglich zur Kirchenausstattung gehörende Altarretabel aus der Zeit um 1520 befindet sich im Dom St. Marien in Fürstenwalde/Spree.*
- Dorfkirche Obersdorf, entstand ebenfalls in der zweiten Hälfte des 13. Jahrhunderts. Das Bauwerk wurde im Zweiten Weltkrieg stark zerstört; dabei wurde auch ein Großteil der Kirchenausstattung vernichtet.
- Dorfkirche Hermersdorf, entstand Ende des 13. Jahrhunderts. Der quadratische Westturm kam Anfang des 16. Jahrhunderts hinzu. 1735 veränderte Kirchengemeinde den Turmaufsatz. Im Innern steht unter anderem ein Altarretabel, das der Künstler Herrler um 1953 schuf und die Geburt Jesu, seine Taufe und die Kreuzigung zeigt.

### Parks
- Stadtpark
- Schützenhauspark
- Schlosspark Jahnsfelde, im 19. Jahrhundert von Fürst von Pückler gestaltet. Zahlreiche Bäume im Gutspark, u. a. Hängebuche, Holländische Linde, Eiche, Schwarzkiefer, Gurkenmagnolie, Platane, Schwarznuss, Lebensbaum, Ginkgo.[24]

## Verkehr
Die Bundesstraße B 1 / 5 führt aus westlicher Richtung von Berlin kommend durch die Ortsteile Hoppegarten und Müncheberg. Sie führt in einer in den 1990er Jahren gebauten Ortsumgehung südlich um die Kernstadt Müncheberg herum, nördlich an Philippinenhof vorbei. Südöstlich der Stadt teilt sie sich. Durch den Ortsteil Jahnsfelde verläuft die B 1 nach der Kreisstadt Seelow, die B 5 führt nach Frankfurt (Oder). Die B 168 kreuzt die B1 / B 5 und verläuft aus Eberswalde kommend durch die Ortsteile Schlagenthin, Müncheberg und Eggersdorfer Siedlung in Richtung Fürstenwalde.
Die Stationen Müncheberg, Obersdorf und Trebnitz an der Bahnstrecke Berlin–Küstrin-Kietz Grenze (Regionalbahnlinie RB 26 Berlin-Ostkreuz-Kostrzyn) werden seit 2006 von der Niederbarnimer Eisenbahn bedient. Von dieser Strecke zweigt in Müncheberg die als Museumsbahn betriebene Buckower Kleinbahn ab.
Von Waldsieversdorf kommend verläuft ein Teilstück des Europaradweges R1 durch die Ortsteile Münchehofe, Obersdorf und Trebnitz weiter in Richtung Küstrin.
Im Ortsteil Eggersdorf befindet sich der gleichnamige Sonderlandeplatz, auf dessen Gelände auch eine Fabrikation von UL-Flugzeugen beheimatet ist.

## Persönlichkeiten

### Söhne und Töchter der Stadt

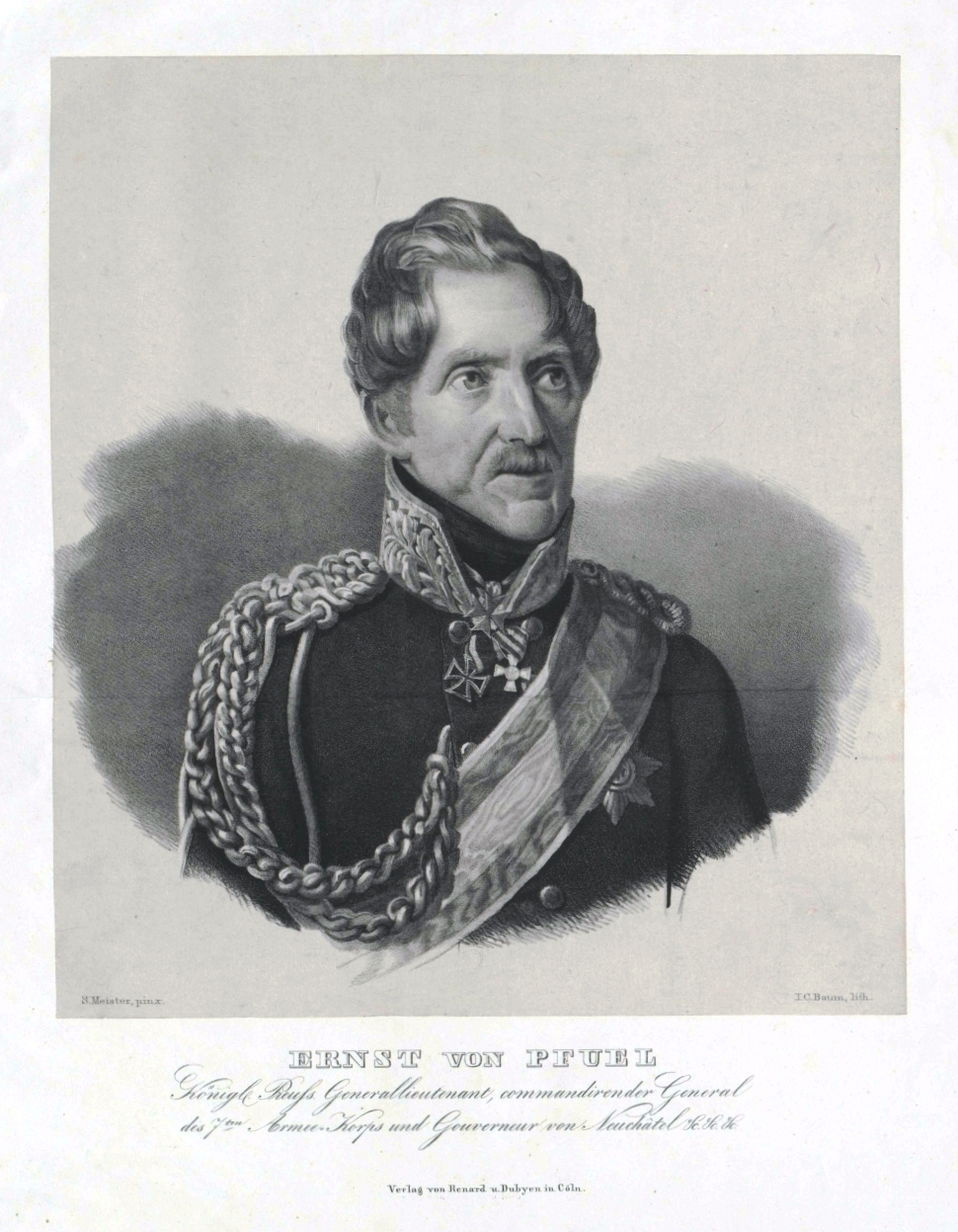
Ernst von Pfuel

- Bartholomäus Gesius (1562–1613), Komponist und Kantor
- Carl Leberecht Meßow (1759–1825), Superintendent in Biederitz und Schulreformator, in Obersdorf geboren
- Hans von Luck (1775–1859), preußischer General und Ritter des Schwarzen Adlerordens
- Ernst von Pfuel (1779–1866), preußischer General, Ministerpräsident und Kriegsminister
- Friedrich Heinrich Ludwig von Pfuel (1781–1846), preußischer Generalleutnant, Kommandant von Saarlouis, Spandau und Stettin
- Friedrich Ludwig Hünefeld (1799–1882), Mediziner, Chemiker und Hochschullehrer
- Gustav Dahms (1853–1901), Chefredakteur von Modezeitschriften
- Hugo Kalbe (1865–1940), Kupferschmiedemeister und Politiker (Handwerkerbund)
- Alfred Adam (1888–1956), Mediziner und Hochschullehrer, in Dahmsdorf geboren
- Werner Schleusener (1897–1977), Pflanzenbauwissenschaftler
- Karl-Heinz Herzberg (1919–1996), Brigadegeneral des Heeres der Bundeswehr
- Ignaz Horst Breitkreuz (1925–1991), Maler, Zeichner und Grafiker
- Klaus Mehle (1940–2020), Politiker (SPD)
- Jutta Stöck (* 1941), Leichtathletin
- Markus Meckel (* 1952), Politiker (SPD)
- Stephan Hilsberg (* 1956), Politiker (SPD)

### Mit Müncheberg verbundene Persönlichkeiten
Persönlichkeiten an den Müncheberger Forschungsinstituten
- Erwin Baur (1875–1933), Arzt, Botaniker, Genetiker und Züchtungsforscher
- Reinhold von Sengbusch (1898–1985), Botaniker und Pflanzenzüchter
- Max Ufer (1900–1983), Biologe und Pflanzengenetiker
- Joachim Hackbarth (1906–1977), Pflanzenzüchter und Genetiker
- Hans Breider (1908–2000), Önologe
- Gustaf de Lattin (1913–1968), Zoologe
- Heinz Brücher (1915–1991), Botaniker und Genetiker
- Kurt Rauhe (1922–1994), Ackerbauwissenschaftler
- Karl Steinbrenner (1927–1992), Acker- und Pflanzenbauwissenschaftler, in Müncheberg gestorben
- Holger Heinrich Dathe (* 1945), Zoologe

Sonstige
- Paul Zech (1881–1946), Schriftsteller, verbrachte seine Kindheit in Müncheberg
- Gunter Fritsch (* 1942), Politiker (SPD), Landesminister und Landtagsabgeordneter, verbrachte seine Jugend in Müncheberg, war später Müncheberger Stadtverordneter und Abgeordneter des Kreistags von Märkisch-Oderland
- Anke Domscheit-Berg (* 1968), Politikerin (ehemals Bündnis 90/Die Grünen und Piratenpartei) und Autorin, verbrachte ihre Kindheit und Jugend in Müncheberg